# 丘茂華
丘茂華，山西都指揮使司寧化千戶所（今山西省寧武縣）人，明末清初政治人物。

## 生平
同知丘可恒子，崇禎三年庚午科舉人，四年联捷辛未科進士，九年授大理寺左評事，十二年任顺天府乡试同考官，累官真定府知府。
任真定府知府時，崇禎十七年（1644年），李自成大軍迫近，丘茂華先遣家人出城，被总督侍郎徐標下狱。标麾下中军谢加福乘徐标登城守御時，将其劫持至城外杀害，放出丘茂华。茂华遂開城迎降，又发檄书让属县投降李闯，闯贼数骑入城收帑籍。
同年，清軍入關，丘茂華仕清，任井陘兵備道，后署保定巡撫。順治二年，改河南按察使司副使、河南左布政使。